# 安拉

阿拉伯書法：安拉

（羅馬化：Allāh, 國際音標：[ʔaɫ.ɫaːh] ⓘ），是阿拉伯语中对造物主的称呼，但在英文（Allah）和中文中，阿拉通常被誤認為是神的名字。
安拉一词早在阿拉伯半岛伊斯兰化之前就已被不同信仰的阿拉伯人使用。更特别的是，穆斯林（包括阿拉伯穆斯林和非阿拉伯穆斯林）和阿拉伯基督徒也已将其用作对真主的称呼。巴比教、巴哈伊信仰、曼达安教、印度尼西亚基督教、马耳他基督教和米兹拉希犹太人也经常使用安拉。

## 词源
1. ا
2. hamzat waṣl ()
3. ل
4. ل
5. shadda（英语：shadda） ()
6. dagger alif（英语：dagger alif） ()
7. ه

“安拉”一词在阿拉伯语中的写法：

关于“安拉”一词的词源，在阿拉伯世界的语言学家中有很多讨论。巴士拉学派的语法学家们认为其为“自发”形成，或是lāh的定指形式（源自动词词根lyh，有“崇高的”或“隐藏的”之意）。也有学者认为安拉一词与亞拉姆語及希伯来语中对神的称谓埃尔和以利有关，但绝大多数学者都认为安拉源于定冠词（al）+（真主，ʾilāh）的简化，而对外来语的说法持怀疑态度。
安拉（Allāh）一词的同源词也存在于包括希伯来语和阿拉姆语在内的其他闪米特语族中。与Allāh相对应的亞拉姆語形式是Elah ()，但它的强调状态为Elaha ()。在亚述教会所使用的圣经亚兰语和敘利亞語中，安拉分别被写为 (ʼĔlāhā)和 (ʼAlâhâ)；两者都是神的意思。

## 使用

### 前阿拉伯时代
安拉一词的地域变体曾出现在前伊斯兰时代的基督教和其他宗教的碑文中。关于安拉在前伊斯兰时代的多神教中的作用，人们提出了多种假说。一些学者认为，信奉多神论的阿拉伯人使用安拉以指代造物主或是处于其宗教神系中的真神。然而，此术语在当时的麦加宗教中可能是模糊的。根据一种源自尤利烏斯·威爾豪森的假说，“安拉”（古莱什附近部落联盟的主神）是使胡巴勒（古莱什的主神）地位高于其他神祗的一种称号。然而，也有证据表明安拉和胡巴勒是两个不同的神。据此假说，在克爾白里最初供奉的是一个名叫安拉的主神，直到古莱什人占领了麦加（约在伊斯兰教先知默罕默德出生前一百年）后，才改为供奉古莱什人的诸神。一些碑文似乎表明在古莱什人占领麦加几个世纪前，安拉就已经被用作某个多神教神祗的名字，但目前我们对这种用法一无所知。一些学者认为安拉可能指一位遥远的、将被其他更具体化的地方神逐渐取代的造物主。但安拉是否在麦加宗教崇拜中处于主要地位仍存在争议。目前还不清楚安拉代表的标志形象。安拉也是麦加诸神中唯一一个没有偶像的神祗。值得一提的是，默罕默德父亲的名字是ʿAbd-Allāh，意为“安拉的奴仆”。

### 基督教
包括基督教和犹太教在内的所有信仰亚伯兰罕诸教阿拉伯语使用者都使用“安拉”一词来表示“神”。安拉也是现今阿拉伯基督徒对“創世神”唯一的称呼。与之相近，在亚述基督教徒使用的阿拉姆语中对上帝的称呼是ʼĔlāhā或Alaha（甚至连绝大多数信仰天主教的马耳他人，在阿拉伯语的影响下，也将“安拉”作为马耳他语中对唯一神的称呼）。阿拉伯基督徒使用Allāh al-ab ()称呼天父，使用Allāh al-ibn ()称呼神子，使用Allāh ar-rūḥ al-quds ()称呼圣灵（关于基督教中神的概念请参见条目基督教的神）。
阿拉伯基督徒在他们书面作品的开头使用了两种祈祷形式。他们在采用穆斯林的bismillāh（即太斯米）的同时也在八世纪创造除了三位一体版的bismillāh。穆斯林的太斯米的内容是“奉至仁至慈的真主之名”，而三位一体的内容是“以圣父、圣子、圣灵一神之名”。在敘利亞語、拉丁语和希腊语祈祷的结尾并没有“一神”等词汇。阿拉伯基督徒在他们的祈祷中增加“一神”，既是为了强调三位一体信仰的一神論层面，也是为了使穆斯林更容易接受。
据马歇尔·霍奇森称，在前伊斯兰时代，可能有一些阿拉伯基督徒在当时的异教寺庙克爾白中朝圣，并将安拉尊为創世神。
一些考古学家已经在约旦北部Umm el-Jimal的教堂遗址中发现了由前伊斯兰时代的阿拉伯基督徒建造的碑文和坟墓；起初，据恩诺·利特曼在1949年表示，这些碑文援引安拉作为上帝的本名。然而，经过贝拉米等人在1985年和1988年的第二次修订后，铭文“安拉”被重新翻译为：“此碑文由ʿUlayh的同事、ʿUbaydah之子及Augusta Secunda Philadelphiana中的秘书所写；愿擦掉碑文的人发疯”。
除此之外，在与古叙利亚文献所记载的希木叶尔王国和阿克苏姆王国时代的南阿拉伯基督徒殉道者的名字有关的报告书和列表中也可以找到叙利亚语中的词汇ܐܠܗܐ (ʼĔlāhā)。
在伊本·易斯哈格撰写的传记中，曾有一位名叫阿卜杜·安拉·伊本·阿布·巴克尔·伊本·穆罕默德的基督教领袖因为曾戴过一枚写着“安拉是吾真主”的戒指而于523年在奈季兰殉教。
曾有一块512年的基督教殉教者纪念碑以“在'l-ilah'的帮助下”开头，其所提到的"'l-ilah (الاله)"一词在阿拉伯语和阿拉姆语中都可以找到。
据信，前伊斯兰时代的阿拉伯语福音书使用“安拉”一词作为对真主的称呼。过去也有学者认为一些已发现的前伊斯兰时代的由阿拉伯半岛南部和北部的基督徒们编撰的新约圣经证明了这一观点。但Sydney Griffith（2013年）、David D. Grafton （2014年）、Clair Wilde（2014年）和ML Hjälm（2016至2017年）等人的最新的研究表示“尚无充分的证据表明前伊斯兰时代的福音书使用“安拉”作为对上帝的称谓”。此外，ML Hjälm还在她最新的研究中提到：“目前发现的含有阿拉伯语翻译的福音书手抄本，其年代并不早于873年”。
易尔凡·沙希德曾引用十世纪的百科全书集《诗歌集成》指出，前伊斯兰时代的阿拉伯基督徒曾将"Ya La Ibad Allah"（意为“啊！安拉的奴隶”）作为互相约战的口号。据沙希德表示，十世纪的伊斯兰学者Al-Marzubani提到，在前伊斯兰时代，位于今叙利亚和阿拉伯半岛北部的伽珊尼德和坦奴克诗人也曾在他们的基督教诗歌中提到安拉。

### 伊斯兰教

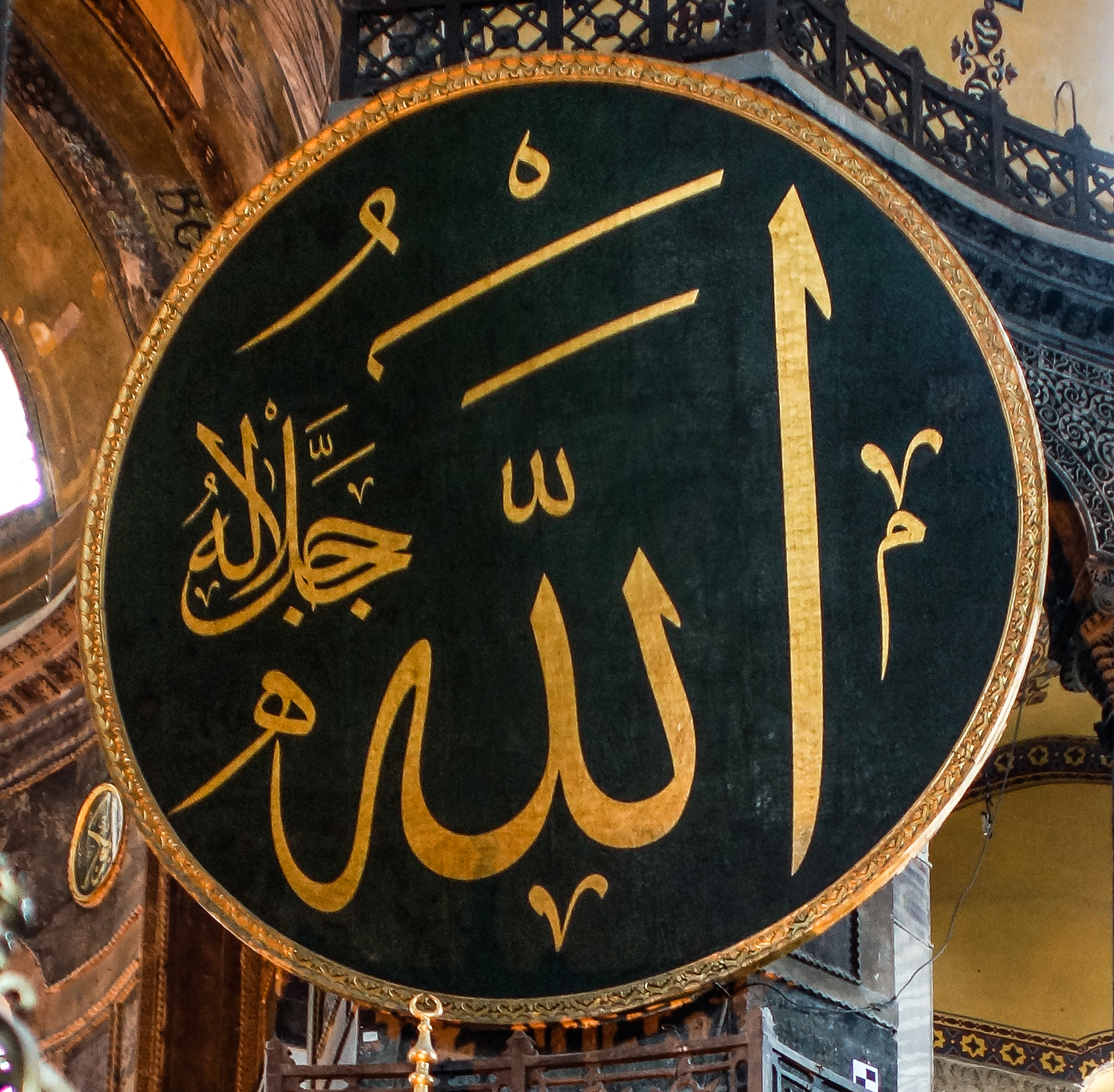
土耳其伊斯坦布尔索菲亚大清真寺中的“安拉，伊斯兰教的神”

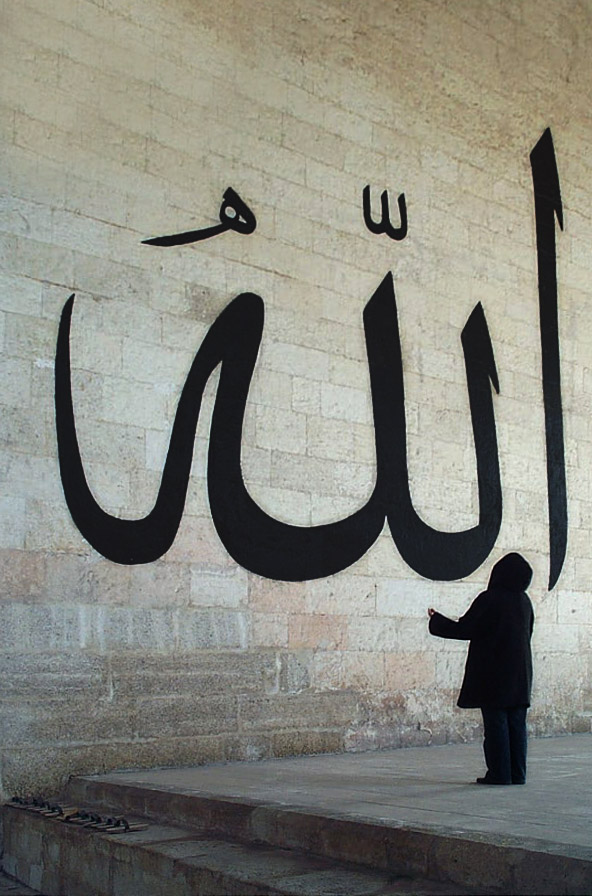
土耳其埃迪爾內旧清真寺外墙上的“安拉”

在伊斯兰教中，安拉是一个全能的、唯一的神，也是宇宙的创造者，其地位与其他亚伯拉罕诸教的神祗的地位相同。“安拉”通常会被视作“神”的名字，但这一观念在当代学术界有诸如“安拉是否应该被翻译为神”等问题上的争论。

根据伊斯兰教信仰，安拉是指代神的最常用的词汇，而谦虚地服从他的意志、神旨和戒律则是穆斯林信仰的中心。对穆斯林来说，“安拉是唯一的神、宇宙的造物主和人类的审判者。”“他是唯一的（wāḥid）、固有的（aḥad）、至仁至慈的和万能的。”《古兰经》宣称，“安拉的真实性，正在于他那无法接近的奥秘、他的多种多样的名字和他创造万物时的举止”。这一理念与《古兰经》倒数第三章忠诚章（即《古兰经》的第112蘇拉）和寶座經文（《古兰经》第二章黄牛章第255节）中的认主学有关。忠诚章写道：
你說：他是真主，是獨一的主；
真主是萬物所仰賴的；
他沒有生產，也沒有被制造：
沒有任何物可以与他匹敵。
安拉宝座经文写道：
真主，除他外絕無應受崇拜的；他是永生不滅的，是維護萬物的。
天地萬物都是他的；不經他的許可，誰又能在他那裡替人說情呢？
他知道他們面前的事，以及他們身後的事；除他所啟示以外，他們絕不能窺測他的玄妙；
他的知覺，包羅天地。天地之維持。

他確是至尊的，確实是至大的。
伊斯兰教传统中，真主拥有九十九个名字，（al-asmā' al-ḥusná，意为“最好的名字”或“最美的名字”）；每一个名字都代表着真主的一个独特属性。这些名字都是至高无上的、包罗万象的神名。在真主的九十九个尊名中，最有名的和使用频率最高的名字分别是：“至慈的”（ar-Raḥmān）、“特慈的”（ar-Raḥīm）、“固有的、不可分割的”（aḥad）和“唯一的”（wāḥid）。
大多数穆斯林在提及未来之事时，都会在结尾加上未加翻译的阿拉伯语短语in shā’a llāh（意为“凭真主之意”）。穆斯林会在做任何事之前祈祷bi-smi llāh（意为“以真主之名”）以示其行为的合理性。穆斯林也喜欢使用一些短语以表达他们对真主的赞美并将其作为记住真主的一种活动即克尔；这些短语包括"Subḥāna llāh"（意为“荣誉归真主”）、"al-ḥamdu li-llāh"（意为“感赞安拉”）、"lā ilāha illā llāh"（意为万物非主，唯有真主是真正的主）、lā ilāha illā inta/ huwa"（意为“除‘您’/‘他’以外再无其他的神”）和"Allāhu Akbar"（意为“大”）。
在一种名为“即克尔安拉”（阿拉伯语：ذكر الله，意为“记住真主”)的蘇非主義实践中，苏菲教团的成员们会在屏住呼吸的同时重复并思考“安拉”及其他与真主有关的神名。
据格哈德·博威林称，与前伊斯兰时代的多神教相比，伊斯兰教中的神并没有同伴，神与鎮尼之间也不存在任何亲缘关系。前伊斯兰时代的阿拉伯异教徒们信仰一个盲目的、有力的、无情的且不受人控制的命运。伊斯兰教用一个强大且仁慈的神灵取代了这一概念。
根据弗朗西斯·爱德华·彼得斯的观点，“《古兰经》强调、穆斯林相信且历史学家们肯定默罕默德和他的追随者们崇拜的神与犹太教所崇拜的神相同 (29:46
)；《古兰经》中的描述真主是与《古兰经》中描绘的真主较耶和华更为强大、与人的关系更加遥远，且更为普世，而不像耶和华那样只与以色列紧密联系。

## 阿拉伯语发音
安拉（Allāh）一般读作[ɑɫˈɫɑː(h)]，展现出很重的lām[ɫ]声（一种齿龈边近音，齿龈边近音是现代标准阿拉伯语中的一种边缘语素）。由于安拉的首字母alef没有hamza，因而当前面的单词以元音结尾时，开头的元音[a]被省略。如果前面的元音是/i/（如太斯米），则lām读作轻声[l]。

## 作为外来语

### 英语及其他欧洲语言
十九世纪的宗教比較研究可能对安拉在英语中的名称（Allah）的历史产生了一定影响：例如，托马斯·卡莱尔有时会使用术语“安拉”，但并没有暗示前者与“上帝”之间存在任何不同。然而，虽然Tor Andræ在为默罕默德撰写的传记中多次使用术语"Allah"，但他会在书中暗示伊斯兰教中的“安拉”似乎与基督教和犹太教理论中的“上帝的概念”不同。
在一些可能不经常使用词汇“安拉”以表示神的欧洲语言中仍会包含着含有本词汇的流行表述。例如，受穆斯林长对伊比利亚半岛长达数个世纪占领的影响，西班牙语中的词汇ojalá和葡萄牙语中的词汇oxalá至今仍然存在。这两个词汇都源自阿拉伯语中的因沙拉（阿拉伯语： إن شاء الله）。
一些穆斯林更喜欢使用未翻译成英文的阿拉伯语词汇"Allāh"，而不是使用该词的英语译名"God"（意为“神”）。该词汇也已作为人格化后的概念和术语而被应用于一些活着的人。

### 马来语和印度尼西亚语

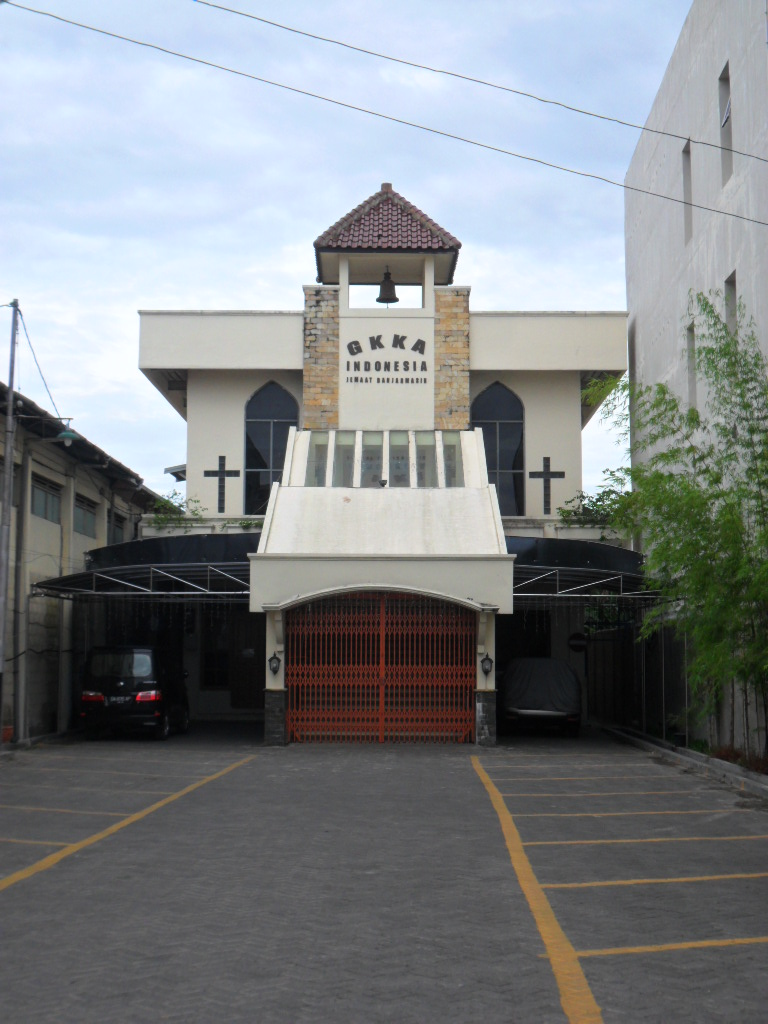
印度尼西亚Gereja Kalam Kebangunan Allah（意为“复兴神的教会”）。安拉一词在印度尼西亚语中是“神”的意思—甚至在Alkitab（即基督教聖經，源自 الكتاب al-kitāb，后者是“书”的意思）的印尼语译文中也会使用安拉作为对上帝的称呼，而将Tuhan作为对“主”的称呼

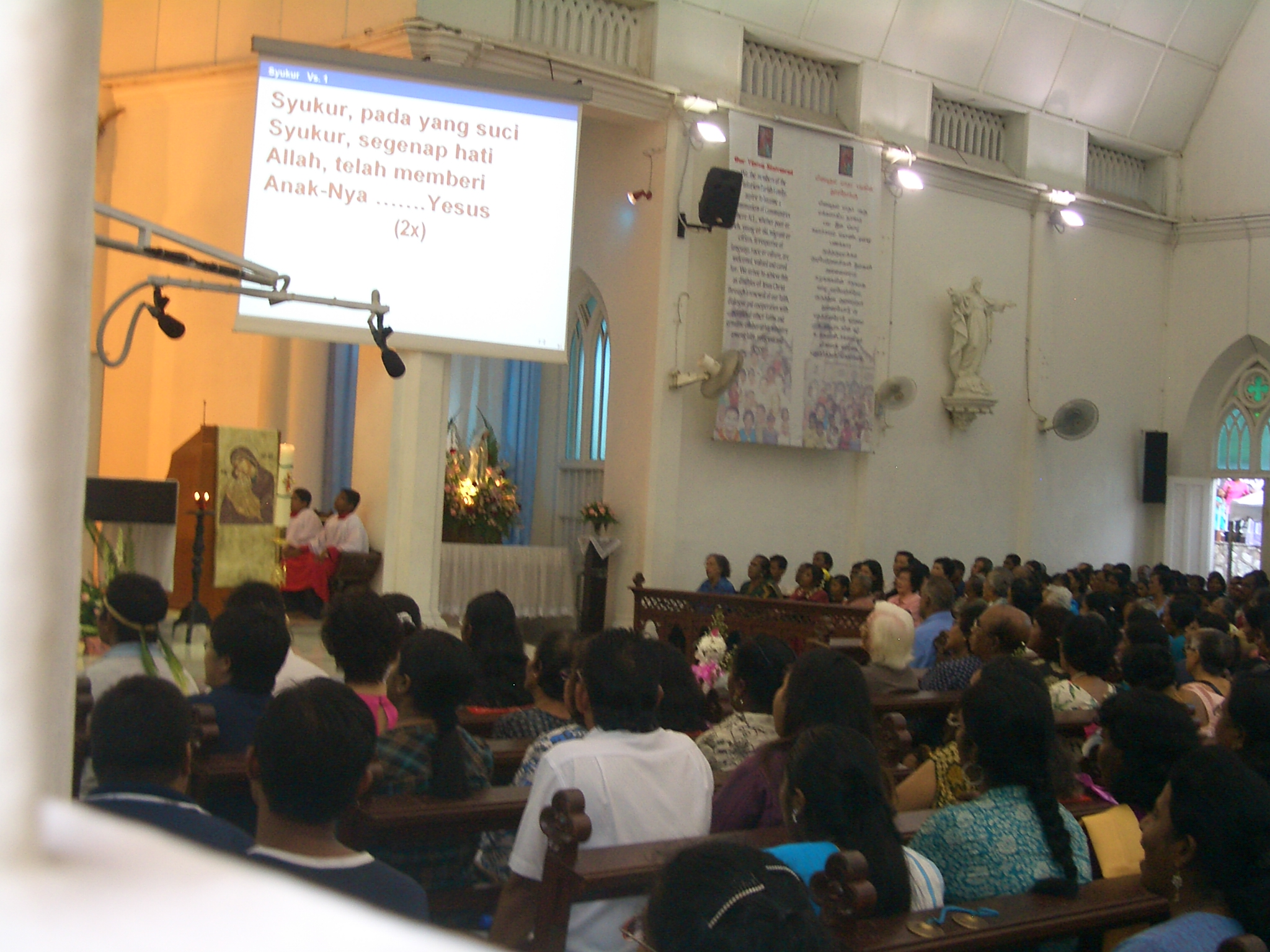
马来西亚基督教徒也使用“安拉”以指代“上帝”

马来西亚和印度尼西亚的基督教教徒们都是用安拉以指代马来语和印尼语（两者都是马来语的标准形式）中的“上帝”。两国主流的圣经版本都采用“安拉”作为对希伯来语词汇Elohim（英语版的圣经将其译为“上帝”）的译名。这些翻译都源于方濟·沙勿略在十六世纪早期的翻译。在由A.C.鲁尔、贾斯图斯·赫努斯和卡斯珀·威尔滕斯于1650年编撰的第一本荷兰语—马来语词典（修订自1623年版和1631年版的马来语—拉丁文词典）中，安拉一词作为对荷兰语词汇"Godt"的马来语译名而被记录。鲁尔也曾在1612年将馬太福音翻译成马来语（一个早期的《新约圣经》的非欧洲语言译本，翻译自1611年出版的钦定版圣经）；这本书于1629年在荷兰印制。随后，鲁尔又翻译了馬可福音，并于1638年出版此书。
马来西亚政府曾于2007年作出禁止非穆斯林使用“安拉”一词的法令，但马来西亚高等法院在2009年撤销了该法律，并裁定其违宪。虽然安拉一词被用于指代基督教的上帝已有超过四百年的历史，但马来西亚的天主教周刊先锋报使用“安拉”一词来称呼上帝仍在当代引起了争议。马来西亚政府对法院的裁决提出上诉，马来西亚聯邦高等法院宣布在听取上诉前将暂停执行原判决。2013年10月，上诉法院判决支持政府的禁令。2014年年初，马来西亚政府在马来亞半岛没收了300多本使用安拉一词指代上帝的圣经。然而，马来西亚聯邦的两个地區沙巴和砂拉越并没有禁止非穆斯林使用安拉一词。这两个地區没有颁布禁令的主要原因是使用安拉一词代指神或上帝的用法由来已久，而且当地印制的《圣经》多年来在砂拉越和沙巴广泛流传，并未受到限制。除此之外，这两个地區也被没有类似马来西亚的伊斯兰教法。
作为对一些媒体的回应，马来西亚政府出台了“十点方案”（又称十点解决方案），以避免可能产生的信息混乱和误导。十点方案符合马来西亚政府分别与砂拉越和沙巴签订的十八点协议和二十点协议的精神。

## 带有安拉的国旗

伊拉克国旗上的“真主至大”
伊朗国旗中央的伊朗國徽即是“安拉”一詞，上下還有“真主至大”边纹。
沙特阿拉伯国旗上的“清真言”
原阿富汗国旗上的“安拉”
新阿富汗国旗（塔利班旗帜）上的“安拉”
索马里兰国旗上的“安拉”

带有安拉的国旗无论如何都不能降半旗，否则会被视作亵渎真主。

## 字体排印

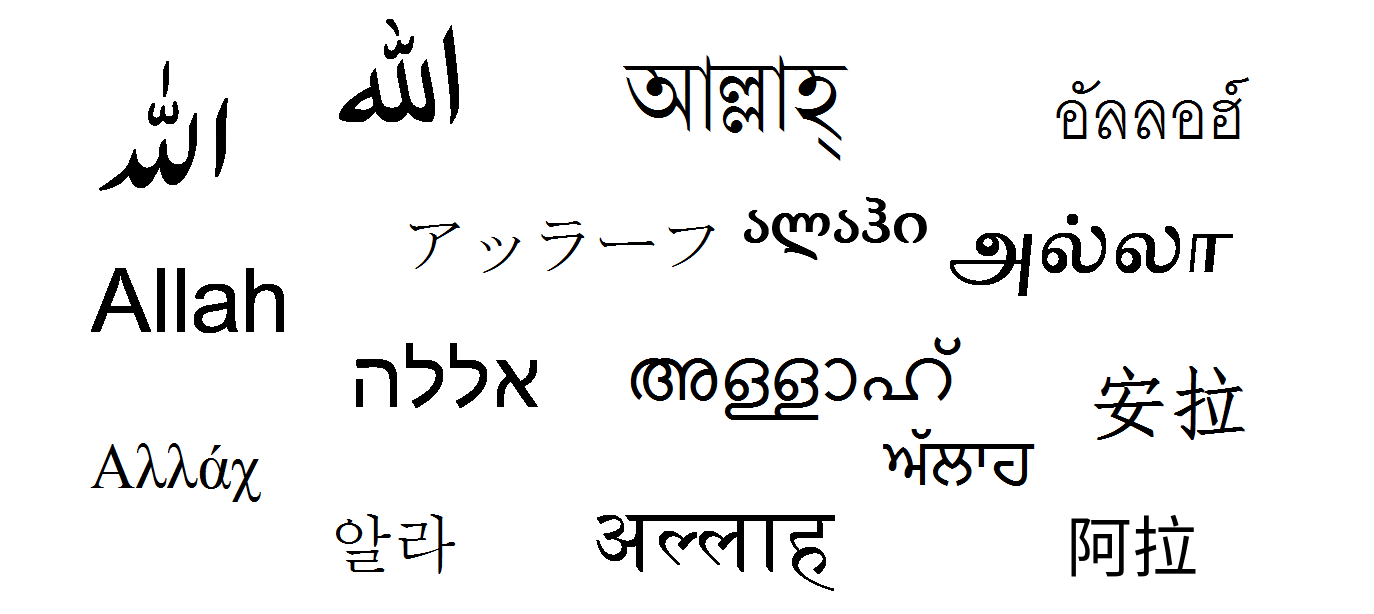
“安拉”一词在不同文字中的写法

词汇Allāh在书写时总是省略一个alif以拼写元音ā。这是因为它的拼写在阿拉伯语拼写开始习惯性地使用alif拼写ā之前就已定型。然而，在发音拼写时仍会在shaddah的基础上加上一个小的附加符号以表示发音。
唯一不遵循上述规则的例外可能是宰拜德碑文。其以一个模糊不清的符号结尾，这一符号可能是一个单独的、有着加长开头的h，或是一个不标准的连体字l-h：
- ：应读作Allāh，用读音alif拼写ā。
- ：应读作al-Ilāh意为“神”（一种更古老的形式，没有简写），按照更古老的拼写方式拼写，没有使用alif来拼写ā。

很多阿拉伯语字体会为“安拉”精选特别的合字。

### Unicode
Unicode在阿拉伯语表示形式-A区段中为Allāhﷲ‎ = U+FDF2保留了一个代码点，该代码点的存在只是为了使其“与一些直接对表现形式进行编码的更为古老的、传统的字符集相兼容”，而并不适用于新的文本。作为替代，虽然词汇Allāh应以单个阿拉伯字母的形式表示，但现代字体技术将呈现出其所需的合字。
作为伊朗國徽而被使用的“安拉”一词的书法变体在Unicode中被编码在杂项符号中，其编码点为U+262B（☫）。

## 引用书籍
- The Unicode Consortium, Unicode Standard 5.0, Addison-Wesley, 2006, ISBN 978-0-321-48091-0, About the Unicode Standard Version 5.0 Book